# Effigia okeeffeae
Effigia okeeffeae — викопний вид плазунів родини Shuvosauridae, що існував у тріасовому періоді (208 — 201 млн років тому).

## Історія

Порівняння розмірів рептилії з розмірами людини

Рештки рептилії знайдені у 1947—1948 роках Едвіном Гаррісом Колбертом у брилах скелі у кар'єрі Ранчо привидів. Вони зберігалися неописаними в Американському музеї природної історії. Скам'янілість була заново відкрита в січні 2006 року аспірантом Стерлінгом Несбітом. Знайшовши останки рептилії, він миттєво визнав, що це не динозавр, і почав вистежувати решту блоків із цієї ділянки каменоломні. Несбітт і куратор музею Марк Норелл у січні 2006 року назвали його Effigia okeeffeae на честь американської художниці Джорджії О'Кіф, яка багато років провела на Ранчо привидів.